# Umiak

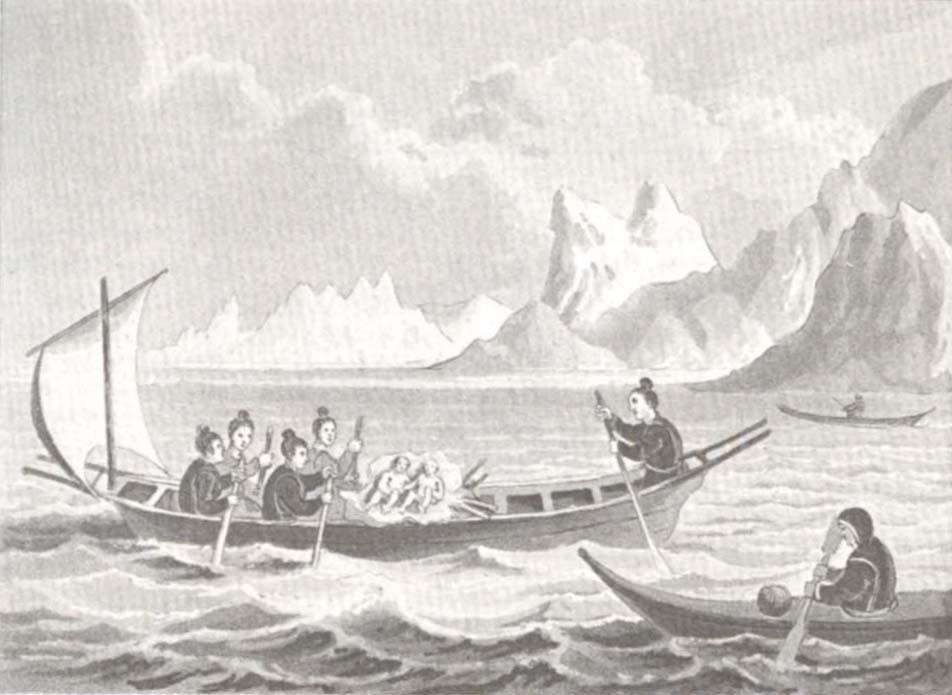
Kvinnor med en umiak

Umiak betyder "kvinnobåt" på inuiternas språk. Umiaken är en öppen skinnbåt som används till transporter i lugnare vatten. Den drivs fram med åror, eller kan även paddlas och ha ett litet segel för lätta undanvindar. Umiaken kan vara upp mot 9 meter lång, 1,5 till 1,8 meter bred , båten är flatbottnad och saknar utvändig köl. Umiaken har använts mest av kvinnorna, kajaken däremot är en båt för männen för jakt och fiske.
Umiaken är uppbyggd av ett bärande skelett av längsgående ribbor, en tvärgående spantkonstruktion som är fäst i kölen och stävar. Virket har troligen oftast varit drivved, eftersom de arktiska regionerna saknar träd. Ribbverket är klätt med skinn från sälar som sys ihop i vått tillstånd. Vid torkning krymper skinnet och förblir spänt över den underliggande konstruktionen av ribbor. Umiaken som är en lastdryg båt används bland annat till handelsresor eller transporter för hela familjens egendom. Den är ingen båt för öppet hav med hård sjögång eller vind, endast för färder längs kuster, fjordar eller utefter iskanten. Umiaken ros av fyra till sex kvinnor, båtarna kan bära upp mot 20 personer eller mer beroende på båtens storlek. 

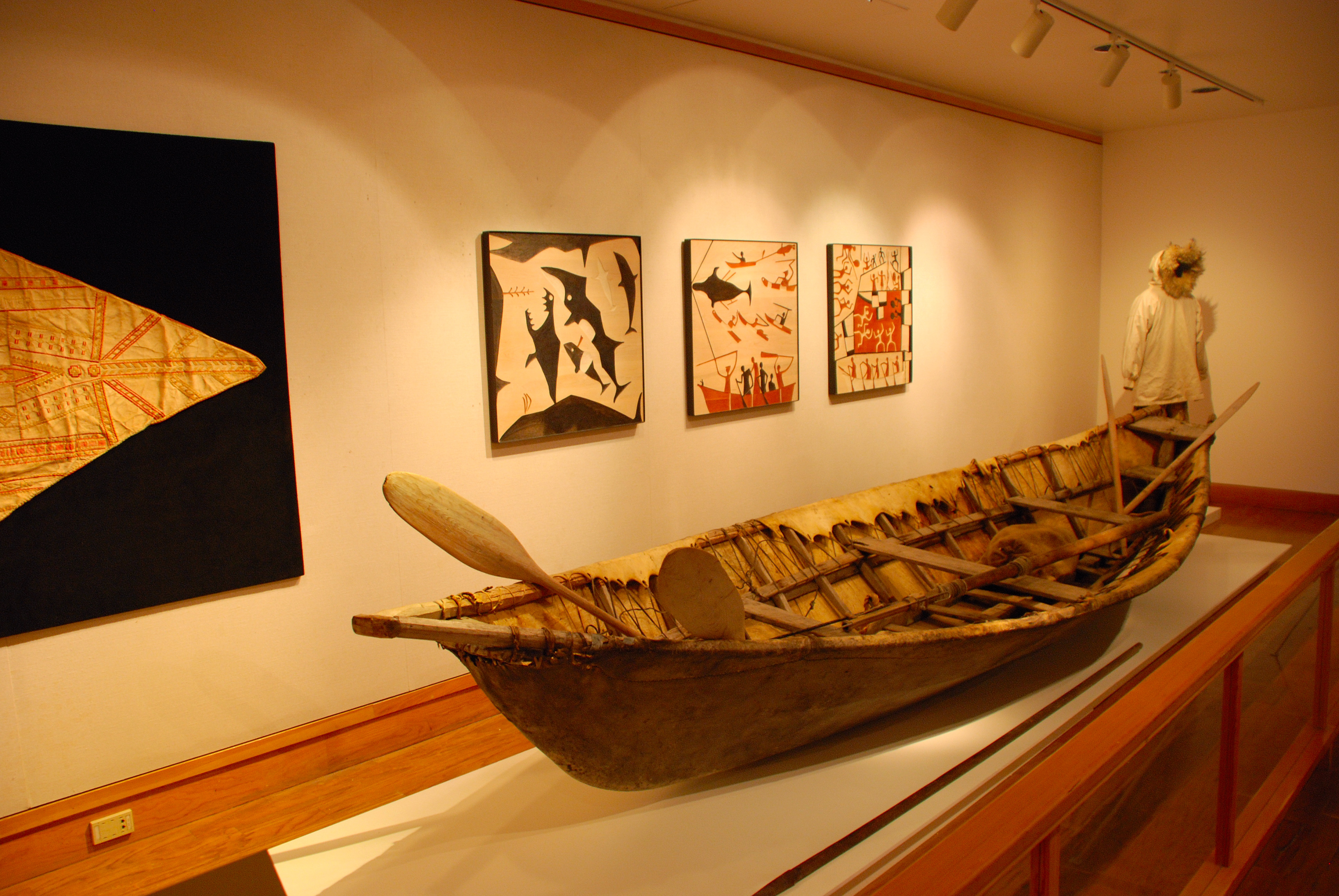
Anchorage museum i George Chacon.
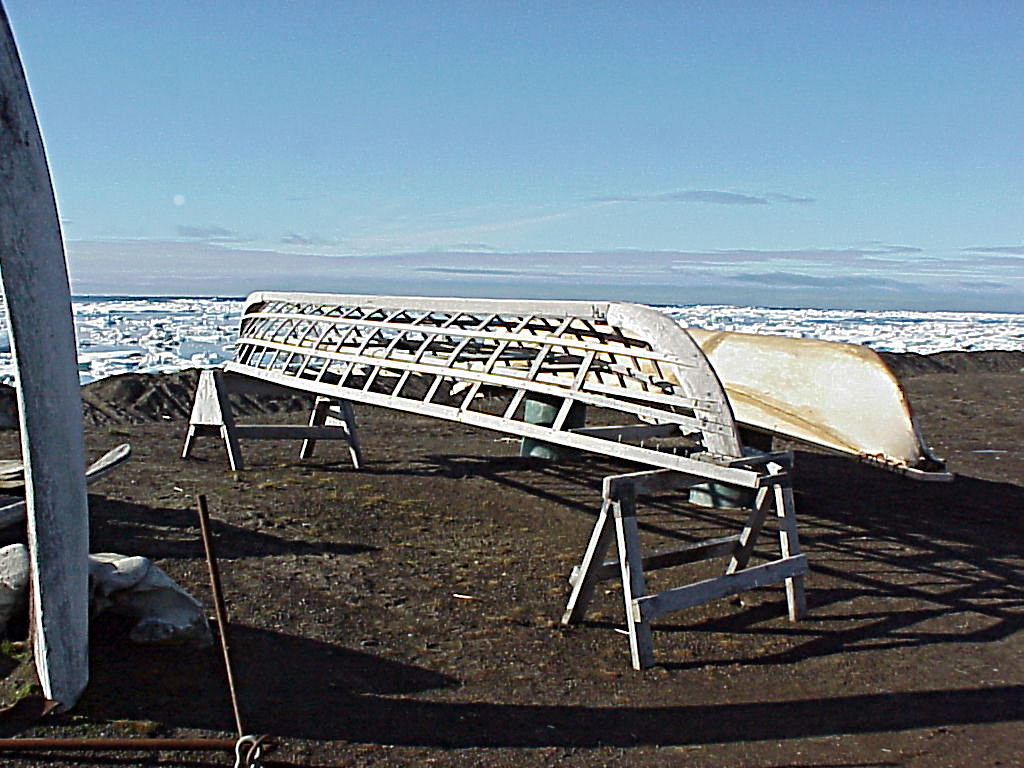
Stommen till en umiak.
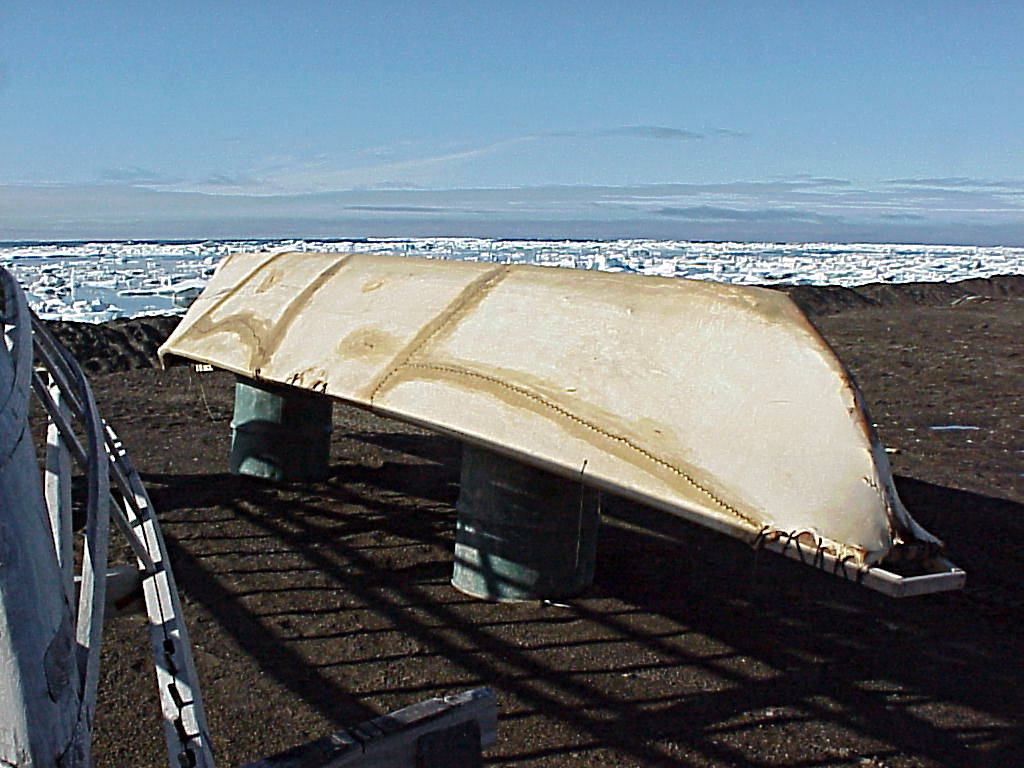
En skinnbeklädd båt.
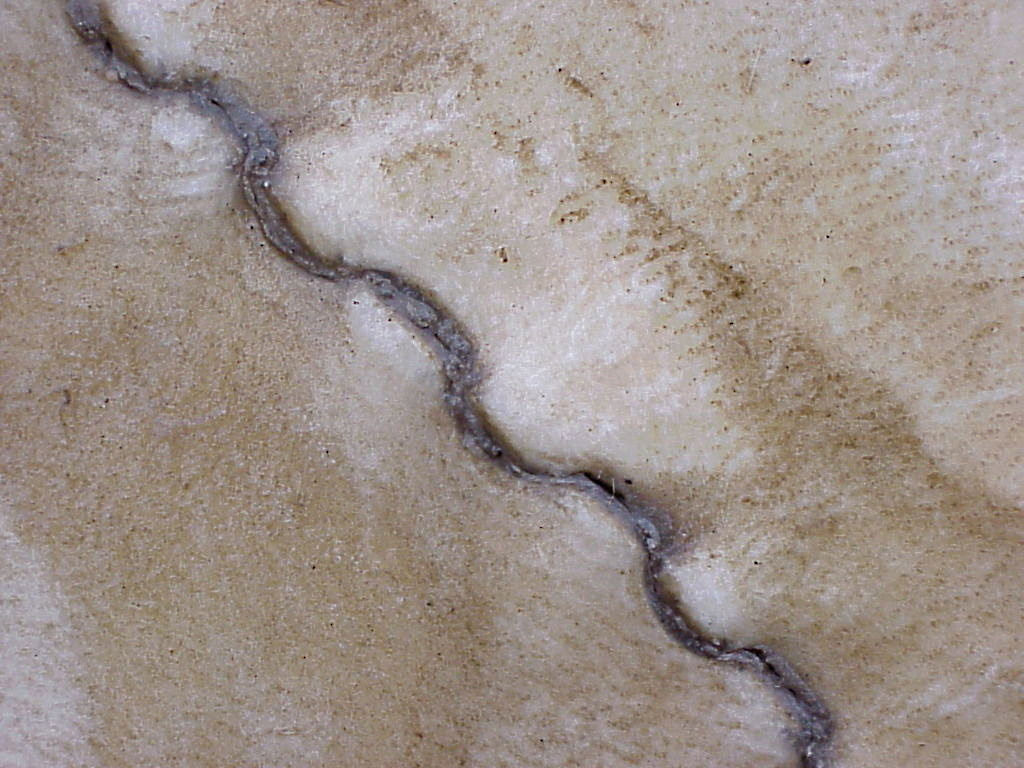
Den sydda sömmen i skinnet.